# حارة صلاح الدين (صنعاء)
حارة صلاح الدين هي إحدى حارات حي معين بمديرية معين إحد مديريات العاصمة اليمنية صنعاء، بلغ تعداد سكانها 6616 نسمة حسب تعداد اليمن لعام 2004.